# Rachtung
Die Rachtung bezeichnet im altertümlichen Deutsch eine spezielle Art eines Vertrages.
Der Begriff war im Bereich der Rechtsprechung vermutlich seit dem späten 14. Jahrhundert geläufig, wobei ein älterer Beleg zum Beispiel aus dem Jahr 1232 aus Worms stammt, wo damit ein Streit zwischen Bischof und Bürgern der Stadt beigelegt wurde. Gebräuchlich war der Begriff bis ins 16. Jahrhundert, in dessen Folge er allmählich ausstarb.
Rachtung bezeichnete meist den aus der Beilegung eines Streits oder dem Friedensschluss zweier Gegner resultierenden Vertrag.
Die Herkunft des Begriffes wird im mittelhochdeutschen rihtunge bzw. rehtunge gesehen.